# Pas del Trencabarrals

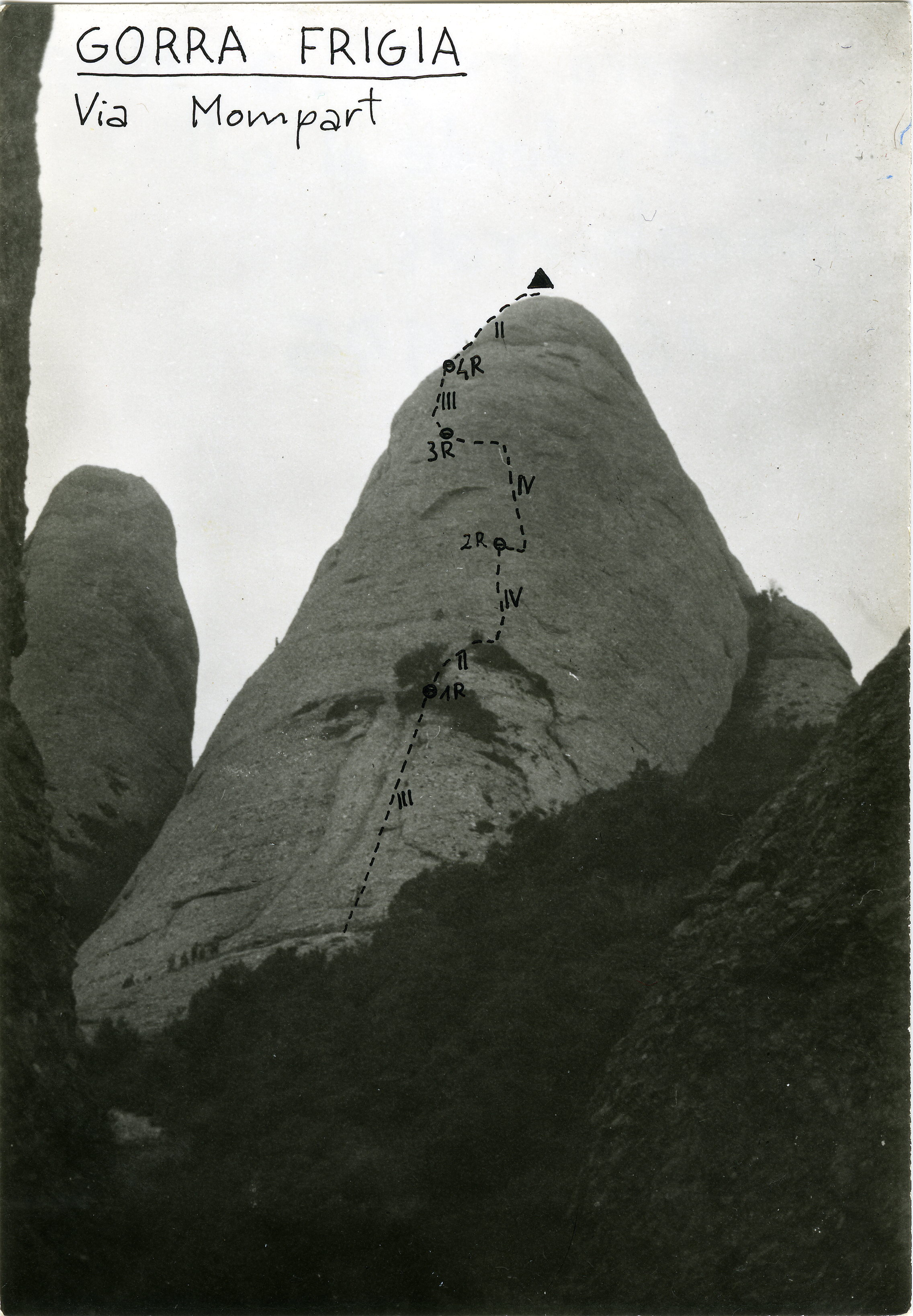
La Gorra Frígia vista des del Pas del Trencabarrals

El Pas del Trencabarrals es troba a Montserrat (Catalunya), el qual és un dels colls més pintorescos d'aquest massís muntanyós.

## Descripció
Si pugem a Sant Jeroni pel Camí Nou, quan travessem la regió de les Gorres ens cridarà l'atenció una agulla molt esvelta. Des de la barana que hi ha al peu de La Gorra Frígia, el seu cim pedregós ens queda a l'altura dels peus. És l'agulla del Trencabarrals. Per la seua forma cilíndrica també es coneix amb el nom del Puro. Aquesta agulla, amb una altura de 1.153 metres, no fou conquerida fins a l'any 1935, i la comesa anà a càrrec d'una de les cordades més fortes de l'època: la de l'escalador manresà Jaume Casellas. Des del cim hi ha una bona vista de l'agulla de La Mòmia, que en aquell moment encara era verge. És probable que aquesta visió captivés la cordada manresana, perquè poques setmanes després també en realitzà la primera ascensió. Des del Camí Nou de Sant Jeroni paga la pena baixar fins al Pas del Trencabarrals: es tracta d'un pas estret entre El Trencabarrals i un contrafort de La Gorra Frígia. És un lloc creat per a la contemplació, ja que si, per exemple, anem al capvespre, podrem apreciar-ne el contorn en forma de V, que emmarca una vista preciosa dels monòlits de la regió de Tebaida. Per als amants de la fotografia és un bon indret per a fer composicions en les quals podrem contrastar una silueta fosca sobre un fons de muntanyes serrades.

## Accés
Cal deixar el vehicle al Monestir de Montserrat i caminar fins a l'estació superior del Funicular de Sant Joan. De pujada, passarem per dos indrets en què paga la pena aturar-se per a descansar una mica i contemplar l'entorn: la creu i el Pla de Sant Miquel. Al Pla de les Taràntules, on hi ha el funicular, hem de trencar a la dreta pel Camí Nou de Sant Jeroni. Uns 100 metres més endavant, trobarem un corriol que surt a la dreta (senyalitzat). L'agafem i anem baixant per pendents suaus. Ignorem els desviaments i seguim pel sender principal, que travessa l'alzinar passant per algun tram rocallós i costerut. Al final, el camí fa un tomb a la dreta i enfila en direcció nord fins a arribar al Pas del Trencabarrals sense cap complicació. Tornem al cotxe pel mateix camí. Si estem cansats o anem justos de temps, podem baixar amb el funicular. Una bona alternativa és franquejar el Pas del Trencabarrals i baixar pel vessant oposat fins al Pla dels Ocells. En aquest punt trenquem a la dreta pel Camí Vell de Sant Jeroni, que ens portarà fins al monestir.